# 18-as busz (Békéscsaba)
A békéscsabai 18-as jelzésű autóbusz a Malom tér és a Kétegyházi út között közlekedett. A viszonylatot a Körös Volán üzemeltette.

## Útvonala
Mai utcanevekkel
| Kétegyházi út felé | Malom tér felé |
| --- | --- |
| Malom tér vá. – Széchenyi utca – Szent István tér – Szabadság tér – Bartók Béla út – Petőfi utca – Temető sor – Kétegyházi út – Kétegyházi út vá. | Kétegyházi út vá. – Kétegyházi út – Temető sor – Petőfi utca – Bartók Béla út – Szabadság tér – Szent István tér – Széchenyi utca – Malom tér vá. |